# شعبيات (مسلسل)
شعبيات هو عمل درامي إماراتي قصير على هيئة فوازير رمضانية، عرض على قناة نور دبي خلال رمضان عام 2010. تتألف حلقاته من مشاهد تمثيلية قصيرة تنهل من التراث الإماراتي، وتنتهي كل حلقة بسؤال أو لغز تراثي.

## نبذة عن العمل
تم تصوير حلقات المسلسل في قرية التراث بالشندغة بدبي، على مدار 15 يومًا، بمتوسط 13 إلى 14 ساعة تصوير يوميًا.
أنتج العمل تحت إشراف قناة نور دبي، ونفذته شركة ليالينا للإنتاج السينمائي، وكان حاتم صلاح الدين هو المخرج المنفذ والمونتير، وساهم أيضًا في التمثيل.

## فريق العمل

### الإخراج والإنتاج
- إخراج: هاني الشيباني
- مخرج منفذ: حاتم صلاح الدين
- إشراف عام: علي جمال
- مونتاج: حاتم صلاح الدين
- إنتاج: نور دبي
- منتج منفذ: ليالينا للإنتاج السينمائي

### التأليف
- يوسف يعقوب
- علي جمال
- عبدالله صالح

### التمثيل
- محمد سعيد
- سعيد عبد العزيز
- عبدالله احمد بن لندن
- عبدالله بوعابد
- عبدالله صالح
- علي الكياني
- عمر محمد البلوشي
- علي جمال
- حمد الحمادي
- حاتم صلاح الدين